# Любомир Куртев
Любомир Куртев е български офицер, летец 1 клас, полковник.

## Биография
Роден е на 5 ноември 1959 г. в Кюстендил. През 1977 г. завършва Математическата гимназия в Пловдив. От 1977 до 1982 г. учи във Висшето военновъздушно училище „Георги Бенковски“ в Долна Митрополия. След това е назначен за старши пилот в двадесет и първи изтребителен авиополк в Узунджово. Между 1983 и 1984 г. е младши пилот в петнадесети изтребителен авиополк в Равнец. В периода 1984 – 1989 г. е старши пилот в същия полк. От 1989 до 1990 г. е командир на звено в полка. През 1990 г. става командир на ескадрила в 15 АП в Равнец. Между 1992 и 1994 г. учи във Военната академия в София. След завършването си е определен за заместник-командир на шести изтребителна авиобаза в Балчик. Остава на този пост до 1997 г., когато е назначен за командир на базата до нейното закриване през 1998. От 1998 до 2002 г. е заместник-командир по бойната подготовка на трета изтребителна авиобаза в Граф Игнатиево. От 2003 до 2004 г. учи в Националния университет по отбраната на Китай в Пекин. Така става първия български офицер, завършил в китайски университет. Между 2004 и 2006 г. е началник на отдел „Подготовка и използване на авиацията“ в Главния щаб на Военновъздушните сили. В периода 2006 – 2010 г. е началник на направление „Учения, военни игри, симулации, полигони и анализ“ в щаба на ВВС. След това до 2014 г. е началник на отдел „Подготовка“ в Командването на ВВС. От 2014 до 2015 г. е началник на Щаба на ВВС. Летял е на L-29; L-39, МиГ-15; МиГ-17, МиГ-21; МиГ-29.

## Образование
- ОМГ Академик Кирил Попов – до 1977
- Висше военновъздушно училище „Георги Бенковски“ – 1977 – 1982
- Военна академия „Георги Раковски“ – 1992 – 1994
- Национален университет по отбраната, Китай – 2003 – 2004
- Курс за завършили академии в чужбина за приравняване към ГЩА – ВА – „Г. С. Раковски“ – 2004
- Международен курс по управление на отбраната – Монтерей, Калифорния, САЩ – 2009

## Военни звания
- лейтенант – 1982
- старши лейтенант – 1985
- капитан – 1989
- майор – 1994
- подполковник – 1997
- полковник – 2002

## Награди
- Награден знак „За вярна служба под знамената“ – ІII степен